# Ajamil de Cameros
Ajamil de Cameros ist ein Bergort und eine zur bevölkerungsarmen Serranía Celtibérica gehörende Gemeinde (municipio) mit insgesamt nur noch 85 Einwohnern (Stand: 2024) in der Autonomen Gemeinschaft La Rioja im Norden Spaniens.

## Lage und Klima
Der Bergort Ajamil de Cameros liegt in einem Seitental des Río Leza gut 52 km (Fahrtstrecke) südlich der Provinzhauptstadt Logroño in einer Höhe von ca. 1040 m. Soria, die Hauptstadt der südlich an die Rioja angrenzenden altkastilischen Provinz, befindet sich gut 66 km südlich. Das Klima ist gemäßigt bis warm; Regen (ca. 640 mm/Jahr) fällt hauptsächlich im Winterhalbjahr.

## Bevölkerungsentwicklung
| Jahr      | 1857 | 1900 | 1950 | 2000 | 2018 |
| Einwohner | 177  | 222  | 151  | 61   | 62   |

Infolge der Mechanisierung der Landwirtschaft, der Aufgabe bäuerlicher Kleinbetriebe und des daraus resultierenden geringeren Arbeitskräftebedarfs ist die Einwohnerzahl des Bergorts seit der Mitte des 20. Jahrhunderts deutlich zurückgegangen (Landflucht). Zur Gemeinde gehören auch die in den 1970er Jahren eingemeindeten Weiler (pedanías) Larriba und Torremuña mit jeweils noch etwa 10 Einwohnern.

## Wirtschaft
Die Gemeinde war jahrhundertelang zum Zweck der Selbstversorgung landwirtschaftlich orientiert, wobei die Viehwirtschaft (Milch, Käse, Fleisch) im Vordergrund stand; aus der Schafwolle wurden Weberzeugnisse hergestellt, die auch getauscht oder verkauft werden konnten. Aber auch Obst, Gemüse und Getreide wurden angebaut. Heute werden vor allem im Sommerhalbjahr Ferienwohnungen (casas rurales) vermietet.

## Geschichte
Keltiberische, römische, westgotische und selbst islamisch-maurische Siedlungsspuren wurden auf dem Gemeindegebiet nicht entdeckt. Das hochgelegene Gebiet diente jahrhundertelang als Sommerweide für Schafe und Ziegen. Eine militärische Rückeroberung (reconquista) durch die Christen fand wohl nicht statt, doch wurde der Platz im Rahmen der Repoblación allmählich besiedelt. Seit etwa 1040 gehörte die Gegend zur vom navarresischen König  García Sánchez III. geschaffenen Grundherrschaft (señorio) der Tierra de Cameros. Im weiteren Verlauf des Mittelalters war die Region zeitweise zwischen den Königreichen Kastilien und Navarra umstritten; im Jahr 1366 vermachte Heinrich von Trastamara als Dank für geleistete Dienste 40 Dörfer, darunter auch Ajamil, an Juan Ramírez de Arellano, dessen Nachfahren, die Condes de Águilar und die Duques de Abrantes lange Zeit Grundherrn (señores) der Gegend blieben. Nach der Abschaffung der Grundherrschaften im Jahr 1811 gehörte das Gebiet der Cameros zur Provinz Soria und kam erst im Jahr 1833 zur neugeschaffenen Provinz Logroño, aus der in den 1980er Jahren die Autonome Region La Rioja hervorging.

## Sehenswürdigkeiten
Ajamil

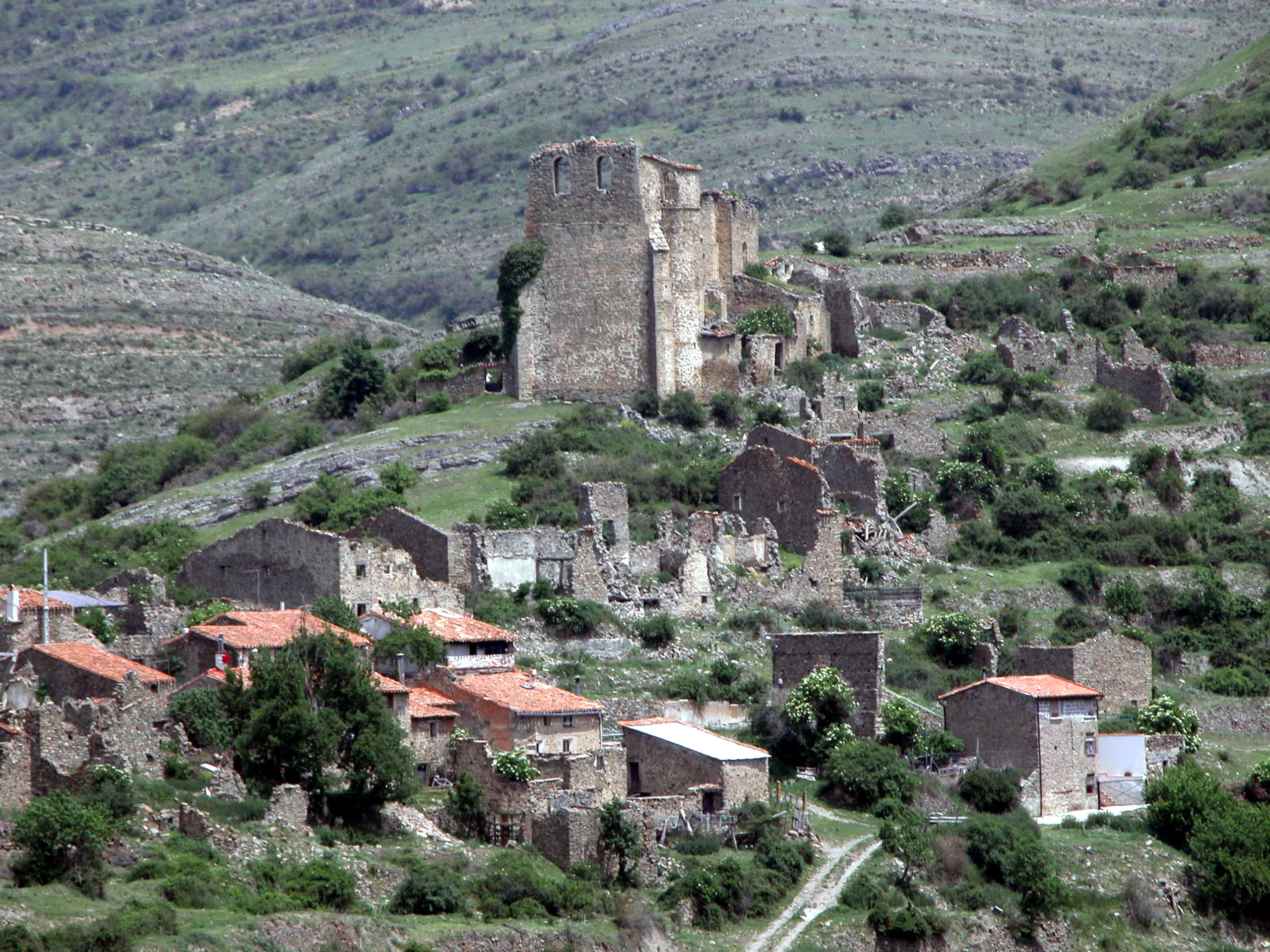
Weiler Torremuña

- Die dreischiffige, im 16. Jahrhundert aus Bruchsteinen erbaute Iglesia de la Asunción ist der Himmelfahrt Mariens geweiht; sie wurde im 17. Jahrhundert leicht erhöht und eingewölbt. In der rechteckigen Apsis befindet sich ein Altarretabel (retablo) im Stil der Renaissance.
- Ein Brunnen (Fuente de la Iglesia) befindet sich in unmittelbarer Nachbarschaft der Kirche.
- Die Ermita de San Martín ist ein barocker Bau.

Torremuña
- Die meisten Häuser und die Kirche des ca. 1100 m hoch gelegenen und nahezu verlassenen Weilers Torremuña liegen in Ruinen.

Larriba
- Gleiches gilt für den ca. 1200 m hoch gelegenen Weiler Larriba.